# 平岩弓枝ドラマシリーズ
『平岩弓枝ドラマシリーズ』（ひらいわゆみえドラマシリーズ）は、1977年8月10日から1985年3月20日までフジテレビ系列が毎週水曜 21:00 - 21:54 （日本標準時）に編成していたフジテレビ制作のテレビドラマ枠である。

## 概要
1977年7月までは『水曜ドラマシリーズ』という名の枠であったが、次第に平岩弓枝原作・脚本作品が占めるようになり、1977年8月の『女の河』放送開始を機に『平岩弓枝ドラマシリーズ』と改題された。下記の通り、1クール（3か月）や2クール（半年）以上に及ぶ長編作品や、「日本のおんなシリーズ」などに代表されるオムニバス形式の作品など作品形態はさまざまであった。また、改編期（一般に4・7・10・1月）をまたぐ作品もあった。
本枠の平均視聴率は15.2％（1984年10月までの時点）を記録したが。1984年10月中に、本枠を「来年3月で一時休止」（終了ではなく休止）との一報が出る。これについてフジテレビ側は「従来の1時間枠で束縛されない柔軟な体制で、他の枠で平岩作品を放送する」として平岩と話し合いの上で決定したと話している。

## 放送作品一覧
- 女の河（1977年8月10日 - 1978年2月1日）
- 女の家庭（1978年2月8日 - 5月17日）
- 火の航跡（1978年5月24日 - 10月25日）
- 下町のおんなシリーズ・風子（1978年11月1日 - 1979年1月17日）
- 結婚のとき（1979年1月24日 - 4月4日）
- 日本のおんなシリーズ I
  - 夕顔の女（1979年4月11日）
  - 下町の女 めぐる月日（1979年4月18日）
  - 北国から来た女（1979年4月25日）
  - 茜の女（1979年5月2日）
  - 江戸紫の女（1979年5月9日）
  - 藍の女（1979年5月16日）
- 午後の恋人（1979年5月23日 - 9月12日）
- 日蔭の女（1979年9月19日 - 12月26日）
- 女たちの家（1980年1月9日 - 6月25日） - 京塚昌子 主演
- 結婚の四季（1980年7月2日 - 10月29日）
- 彩の女（1980年11月5日 - 1981年3月25日）
- 日本のおんなシリーズ II
  - 春風の中の女（1981年4月1日）
  - 春の島の女（1981年4月8日）
  - 天の花地の星（1981年4月15日）
  - 春の翳（1981年4月22日）
  - 春の都会（1981年4月29日）
- 女の座（1981年5月6日 - 10月28日） - 京塚昌子 主演
- 女たちの海峡（1981年11月4日 - 1982年4月7日） - 山本陽子 主演
- 花の影（1982年4月14日 - 6月2日） - 古手川祐子、夏目雅子、山本陽子、若尾文子、新珠三千代、高峰三枝子、杉村春子、京塚昌子のリレー主演[注釈 1]
- 花祭（1982年6月9日 - 10月6日） - 十朱幸代 主演
- 嫁の座（1982年10月13日 - 1983年5月25日） - 京塚昌子 主演
- 花ホテル[2]（1983年6月1日 - 9月7日） - 山本陽子　主演

主な出演者
名高達郎（名高達男）、杉村春子、益田喜頓、上原謙、松あきら、山本學（山本学）、大和田伸也、左とん平、奈良富士子、新珠三千代、結城しのぶ、山本みどり、久富惟晴（久冨惟晴）、寺泉憲、根上淳、平田昭彦、三條美紀（三条美紀）、有川博、黒田アーサー、三波美夕紀、長内美那子、葦原邦子、入川保則、夏桂子（夏圭子）、寺田路恵、山咲千里
主題歌
松あきら「愛のゲーム」（作詞・岩谷時子 作曲・大野雄二
編曲・矢野立美）/松あきら「花ホテル」（作詞・岩谷時子 作曲・大野雄二 編曲・矢野立美）（EP/RADIO CITY・RD4072）
- 湖水祭（1983年9月14日 - 1984年1月25日） - 多岐川裕美 主演
- 風祭（1984年2月1日 - 4月25日） - 八千草薫 主演
- 蝶々さんと息子たち（1984年5月2日 - 6月6日） - 京塚昌子、池内淳子[注釈 2] 主演
- ふたりぼっち（1984年6月13日 - 8月1日）
- 女の暦（1984年8月8日 - 1985年3月6日）
- 日本のおんなシリーズ III
  - ニューヨークの恋（1985年3月13日 - 3月20日）

## 放送局
系列は放送当時のもの。
| 放送対象地域           | 放送局         | 系列                                         | ネット形態             | 備考 |
| ---------------------- | -------------- | -------------------------------------------- | ---------------------- | --- |
| 関東広域圏             | フジテレビ     | フジテレビ系列                               | 製作局                 | |
| 北海道                 | 北海道文化放送 | フジテレビ系列                               | 同時ネット             | |
| 青森県                 | 青森テレビ     | TBS系列                                      | 遅れネット             | [ 注釈 3 ] |
| 岩手県                 | テレビ岩手     | 日本テレビ系列                               | 遅れネット             | 1980年3月まではテレビ朝日系列とのクロスネット局                                                                                         |
| 宮城県                 | 仙台放送       | フジテレビ系列                               | 同時ネット             | |
| 秋田県                 | 秋田テレビ     | フジテレビ系列 テレビ朝日系列                | 同時ネット             | 1981年3月まではフジテレビ系単独加盟局                                                                                                   |
| 山形県                 | 山形テレビ     | フジテレビ系列                               | 同時ネット →遅れネット | 1980年3月まではテレビ朝日系列とのクロスネット局                                                                                         |
| 福島県                 | 福島テレビ     | フジテレビ系列                               | 遅れネット →同時ネット | 1983年3月まではTBS系列とのクロスネット局                                                                                                |
| 新潟県                 | 新潟総合テレビ | フジテレビ系列                               | 遅れネット →同時ネット | 1981年3月までは日本テレビ系列とのクロスネット局 1983年9月まではテレビ朝日系列とのクロスネット局                                         |
| 長野県                 | 長野放送       | フジテレビ系列                               | 同時ネット             | |
| 静岡県                 | テレビ静岡     | フジテレビ系列                               | 同時ネット             | |
| 富山県                 | 富山テレビ     | フジテレビ系列                               | 同時ネット             | |
| 石川県                 | 石川テレビ     | フジテレビ系列                               | 同時ネット             | |
| 福井県                 | 福井テレビ     | フジテレビ系列                               | 同時ネット             | |
| 中京広域圏             | 東海テレビ     | フジテレビ系列                               | 同時ネット             | |
| 近畿広域圏             | 関西テレビ     | フジテレビ系列                               | 同時ネット             | |
| 島根県・鳥取県         | 山陰中央テレビ | フジテレビ系列                               | 同時ネット             | |
| 岡山県 →岡山県・香川県 | 岡山放送       | フジテレビ系列                               | 同時ネット             | 1979年3月までの放送対象地域は岡山県のみ 1979年3月まではテレビ朝日系列とのクロスネット局 1979年4月の電波相互乗り入れに伴い香川県でも放送 |
| 広島県                 | テレビ新広島   | フジテレビ系列                               | 同時ネット             | |
| 山口県                 | テレビ山口     | TBS系列 フジテレビ系列                       | 同時ネット             | 1978年9月まではテレビ朝日系列とのクロスネット局                                                                                         |
| 愛媛県                 | テレビ愛媛     | フジテレビ系列                               | 同時ネット             | |
| 高知県                 | テレビ高知     | TBS系列                                      | 遅れネット             | |
| 福岡県                 | テレビ西日本   | フジテレビ系列                               | 同時ネット             | |
| 佐賀県                 | サガテレビ     | フジテレビ系列                               | 同時ネット             | |
| 長崎県                 | テレビ長崎     | フジテレビ系列 日本テレビ系列                | 遅れネット             | [ 注釈 8 ] |
| 熊本県                 | テレビ熊本     | フジテレビ系列 テレビ朝日系列                | 遅れネット             | 1982年3月までは日本テレビ系列とのクロスネット局                                                                                         |
| 大分県                 | テレビ大分     | フジテレビ系列 日本テレビ系列 テレビ朝日系列 | 遅れネット             | [ 注釈 9 ] |
| 宮崎県                 | テレビ宮崎     | フジテレビ系列 日本テレビ系列 テレビ朝日系列 | 遅れネット             | [ 注釈 9 ] |
| 鹿児島県               | 鹿児島テレビ   | フジテレビ系列 日本テレビ系列                | 遅れネット             | 1982年9月まではテレビ朝日系列とのクロスネット局                                                                                         |
| 沖縄県                 | 沖縄テレビ     | フジテレビ系列                               | 同時ネット             | |